# جائزة فرنسا الكبرى 1913
جائزة فرنسا الكبرى 1913 هو سباق فورمولا 1 أقيم بتاريخ 12 يوليو 1913 في أميان.